# Mario Brugnera
Mario Brugnera (Venezia, 26 febbraio 1946) è un ex calciatore italiano, di ruolo attaccante o centrocampista.
Ha legato la sua carriera al Cagliari con cui ha conquistato lo storico scudetto del 1969-1970.

## Carriera

### Club

Brugnera, capitano dei rossoblù, saluta Franco Causio prima di Cagliari-Juventus (2-1) del 30 marzo 1980.

Cresciuto nella squadra dilettantistica Nettuno del Lido di Venezia, la sua carriera di calciatore professionista inizia nella Fiorentina (stagione 1963-1964) dove gioca da attaccante per cinque stagioni; è proprio qui che si guadagna il soprannome del Piccolo Di Stefano (71 presenze totali e 23 reti). Con la formazione viola vince una Coppa Italia e una Coppa Mitropa (con un suo gol). Nella stagione 1966-1967 raggiunge il suo massimo di realizzazioni in campionato, con 13 reti all'attivo (fra cui una tripletta al Lanerossi Vicenza), classificandosi al quinto posto fra i marcatori dietro Riva, Mazzola, Altafini e Hamrin.
Nell'estate del 1968 Brugnera passa insieme a Enrico Albertosi al Cagliari (in cambio di Francesco Rizzo), legando alla formazione sarda tutto il resto della sua carriera – con l'eccezione della sfortunata stagione 1974-1975 disputata nelle file del Bologna (sole 5 presenze in campionato). Brugnera è uno dei simboli del Cagliari di quegli anni: vede lo splendore della banda di Manlio Scopigno e la caduta di quella squadra fino alla Serie B, dovuta anche al prematuro ritiro del trascinatore Riva.
Con il Cagliari giocherà 12 stagioni (arretrando progressivamente a centrocampo e poi in difesa, ricoprendo il ruolo di libero fino a fine carriera) e segnerà 20 reti in 227 presenze in Serie A, e 13 reti in 101 presenze nei 3 anni di Serie B tra il 1976-1977 e il 1978-1979 (stagione chiusa col ritorno in massima serie dei rossoblù). È tuttora al 12º posto della classifica marcatori dei sardi, insieme a Sergio Gori.
Nella stagione 1982-1983 termina la sua carriera nel Carbonia, nel campionato di Serie C2. In carriera ha totalizzato complessivamente 304 presenze e 43 reti in Serie A, e 101 presenze e 13 reti in Serie B.

### Nazionale
Nessuna presenza nella Nazionale maggiore. Vanta esclusivamente una presenza nella Nazionale Under-23, a Genova il 16 ottobre 1968, in Italia-Francia (0-1).

## Riconoscimenti
Il Cagliari lo ha inserito nella sua Hall of fame.

## Palmarès

### Club

#### Competizioni nazionali
- Coppa Italia: 1

Fiorentina: 1965-1966
- Campionato italiano: 1

Cagliari: 1969-1970

#### Competizioni internazionali
- Coppa Mitropa: 1

Fiorentina: 1966